# 305. strelska divizija (ZSSR)
305. strelska divizija (izvirno rusko 305. стрелковая дивизия; kratica 305. SD) je bila strelska divizija Rdeče armade v času druge svetovne vojne.

## Zgodovina
Divizija je bila ustanovljena julija 1941 v Dmitrovu in uničena junija 1942. Ponovno je bila ustanovljena oktobra 1942.